# 索梅让
索梅让（法語：Sauméjan，法語發音：[someʒɑ̃]）是法国洛特-加龙省的一个市镇，属于内拉克区。

## 地理
索梅让（44°14'12"N, 0°0'14"W）面积19.5 平方千米，位于法国新阿基坦大区洛特-加龍省，该省份为法国西南部内陆省份，北起多爾多涅省，西接吉倫特省和朗德省，南至热尔省，东临塔恩-加龙省和洛特省。
与索梅让接壤的市镇（或旧市镇、城区）包括：潘代尔、阿隆、韦耶斯、蓬波涅。

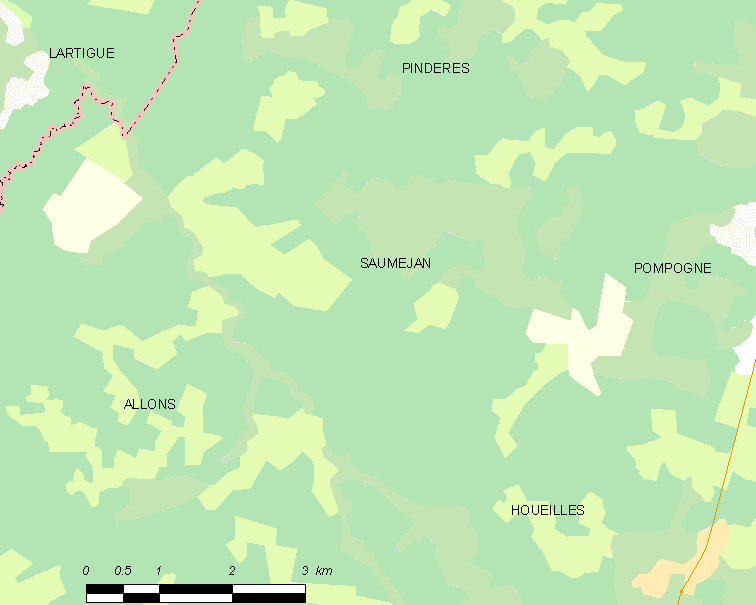
索梅让的OSM定位图

索梅让的时区为UTC+01:00、UTC+02:00（夏令时）。

## 行政
索梅让的邮政编码为47420，INSEE市镇编码为47286。

## 政治
索梅让所属的省级选区为加斯科涅森林县。

## 人口

1962-2008年间索梅让人口变化图示

索梅让于2022年1月1日时的人口数量为87人。